# Uzan (rivière)
Pour les articles homonymes, voir Uzan.
L'Uzan est un affluent gauche du Luy de Béarn, entre l'Aïgue Longue et l'Aubin, à Uzan dans les Pyrénées-Atlantiques.

## Géographie
L'Uzan prend sa source dans le Pont-Long au nord de Pau. C'est le plus en aval des affluents du Luy de Béarn issu de ce pateau. Son cours, parallèle à celui de l'Aïgue Longue, en assure la limite ouest. Sa longueur est de 23,6 km.

## Départements et communes traversées
Pyrénées-Atlantiques : Beyrie-en-Béarn, Bougarber, Denguin, Larreule, Lescar, Lons, Mazerolles, Pau, Poey-de-Lescar, Uzan, Viellenave-d'Arthez.